# Bucculatrix hipsiphila
Bucculatrix hipsiphila är en fjärilsart som beskrevs av Edward Meyrick 1915. Bucculatrix hipsiphila ingår i släktet Bucculatrix och familjen kronmalar. Inga underarter finns listade i Catalogue of Life.